# کویدل
کویدل (انگلیسی: Quidel) شرکت داروسازی آمریکایی است، که در سال ۱۹۷۹ تأسیس شد.